# Tyrissa recurva
Tyrissa recurva är en fjärilsart som beskrevs av Walker 1866. Tyrissa recurva ingår i släktet Tyrissa och familjen nattflyn. Inga underarter finns listade i Catalogue of Life.